# Metzgeria clavaeflora
Metzgeria clavaeflora là một loài Rêu trong họ Metzgeriaceae. Loài này được Spruce mô tả khoa học đầu tiên năm 1885.